# Robert Grosvenor
Robert Arthur Grosvenor (ur. 25 maja 1895 w Chester, zm. 12 czerwca 1953 w Chaddleworth) – angielski as myśliwski okresu I wojny światowej. Odniósł 16 zwycięstw powietrznych.
Robert Grosvenor był synem Helen Sheffield i podpułkownika Arthura Hugh Grosvenora. Pochodził z arystokratycznej rodziny jego dziadek Hugh Grosvenor był pierwszym księciem Westminster.
Robert Grosvenor służbę w Royal Flying Corps rozpoczął w dywizjonie No. 18 Squadron RAF. Po służbie w dywizjonach No. 20 Squadron RAF, No. 57 Squadron RAF został przydzielony do No. 84 Squadron RAF. Pierwsze zwycięstwo powietrzne odniósł 6 grudnia 1917 roku. 25 kwietnia 1918 roku odniósł potrójne zwycięstwo w okolicach Wiencourt w ciągu paru minut zestrzeliwując trzy samoloty Pfalz D.III. Ostatnie podwójne zwycięstwo odniósł 18 maja 1918 roku.
Po zakończeniu wojny pozostał został wybrany do Royal Aero Club (RAeC).